# Bahnhof Walthamstow Central

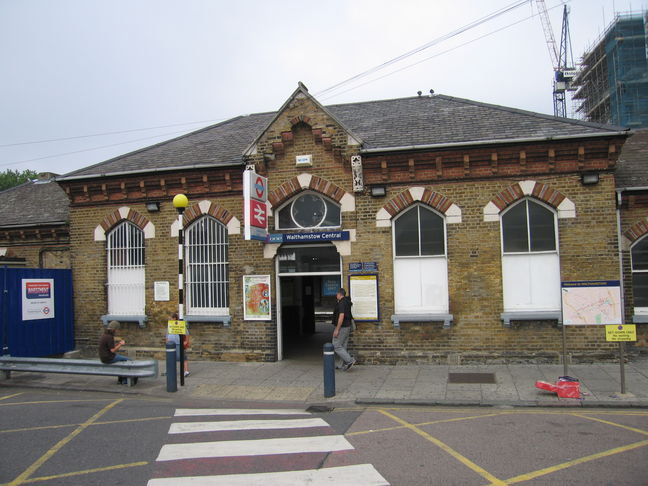
Bahnhofsgebäude

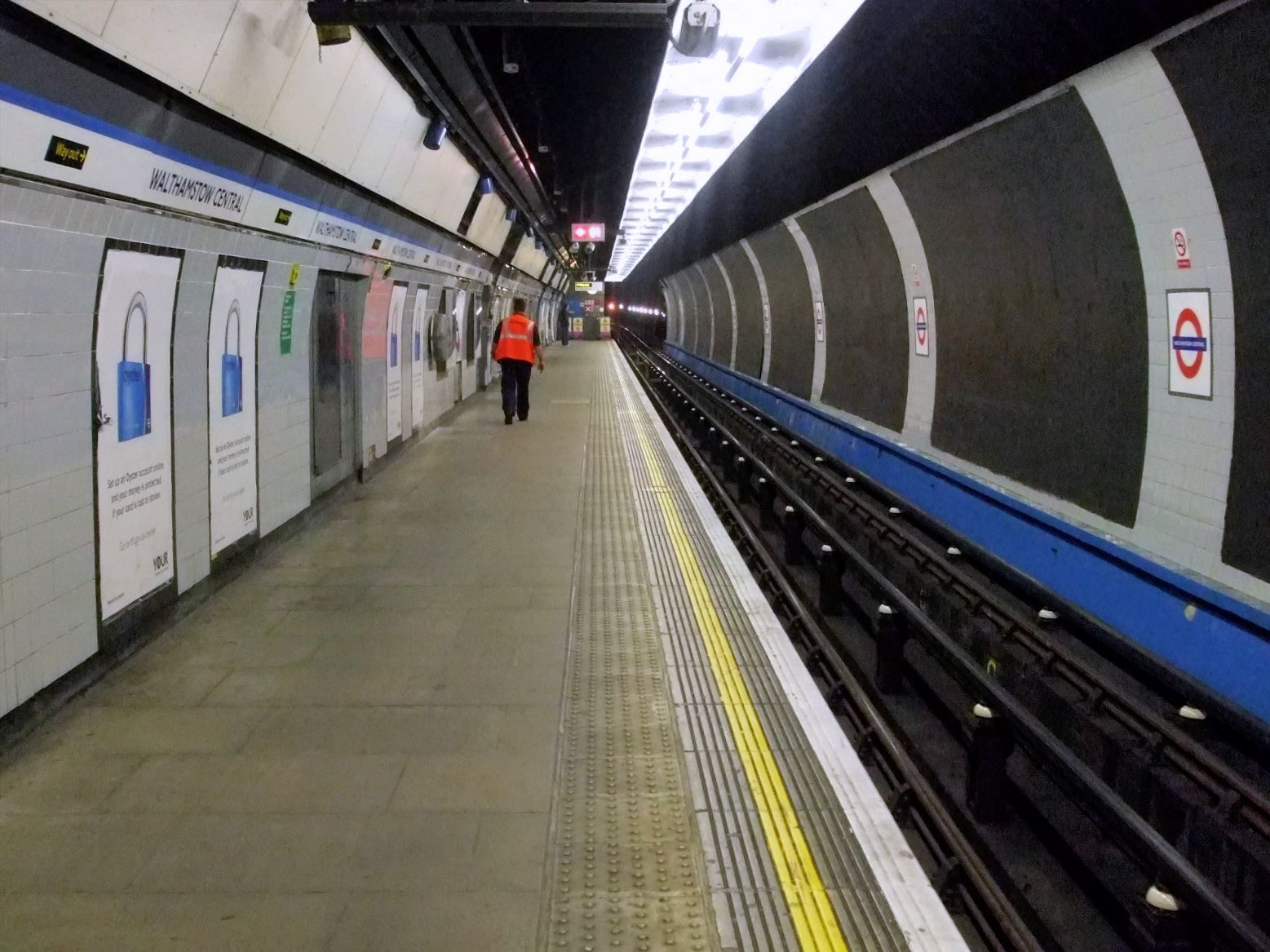
Bahnsteig der Victoria Line in Richtung Süden

Walthamstow Central ist ein Bahnhof im Stadtbezirk London Borough of Waltham Forest. Die Nahverkehrsdrehscheibe, die auch eine Station der London Underground umfasst, liegt in der Travelcard-Tarifzone 3, an der Hoe Street. Im Jahr 2013 nutzten 16,68 Millionen Fahrgäste der U-Bahn den Bahnhof, hinzu kommen 2,778 Millionen Fahrgäste der Eisenbahn.
Der oberirdische Bahnhof liegt an der Vorortslinie des Eisenbahnverkehrsunternehmens Abellio Greater Anglia zwischen dem Bahnhof Liverpool Street und Chingford. Walthamstow Central ist die nördliche Endstation der Victoria Line, dieser Teil ist unterirdisch.
Eröffnet wurde der Bahnhof im Jahr 1870 durch die Great Eastern Railway, damals noch unter dem Namen Hoe Street. Die Eröffnung des ersten Abschnitts der Victoria Line in Richtung Highbury & Islington erfolgte am 1. September 1968. Die Busstation, die sich gegenüber dem Haupteingang befindet, wurde im Jahr 2004 einem umfassenden Umbau unterzogen.